# Axel Bredberg
Axel Bredberg, född 24 februari 1884 i Jönköping, död 5 februari 1960 i Engelbrekts församling, Stockholm, var en svensk militär (generallöjtnant) som var försvarsstabschef åren 1942–1945.

## Biografi
Bredberg blev underlöjtnant vid Kronobergs regemente (I 11) 1904. Löjtnant 1907, samma position vid Generalstaben 1914. Kapten vid Generalstaben 1916. Han var åren 1918–1925 lärare i taktik vid Krigshögskolan (KHS). Åren 1920–1922 var han kapten vid Skaraborgs regemente (I 9). År 1922 blev han kapten vid Generalstaben och major därvid 1925. Åren 1924–1927 var han chef för Generalstabens organisationsavdelning. Åren 1928–1931 var Bredberg major och lärare vid Krigshögskolan. År 1928 blev han överstelöjtnant i armén och fick 1930 samma rang vid Generalstaben. År 1931 blev han överstelöjtnant vid Älvsborgs regemente (I 15). Åren 1932–1933 var han tillförordnad chef för Älvsborgs regemente. Åren 1933–1942 var han överste och inspektör för trängtrupperna. År 1937 blev han utsedd till generalmajor. Åren 1942–1945 var han chef för Försvarsstaben. Åren 1945–1947 var han militärbefälhavare för V. militärområdet. Han blev 1949 utsedd till generallöjtnant.
Bredberg var ställd till förfogande för försvarsrevisionen åren 1920–1923, var chef för försvarsdepartementet generalkommission, riksdagens särskilda utskott åren 1923–1925, för särskilda uppdrag: Väg- och vattenbyggnadskårens omorganisation, reservbefälsförordningen, inskrivningsförordningen luftförsvarskommissionen åren 1924–1930. Han var ordförande i svenska officersförbundet åren 1936–1942, i försvarsväsendets rullföringsnämnd åren 1941–1942, i militära experttjänstekommissionen 1942, ledamot av inskrivningsrådet, styrelseledamot i Kungliga Automobilklubben (KAK) 1942, ledamot i Statens organisationsnämnd 1944, ordförande i försvarets centrala organisationskommission 1944 och sjukvårdskommissionen 1944. Bredberg var ledamot av Kungliga Krigsvetenskapsakademien.
Han gifte sig 1908 med Sigrid Sundling. Översten Bertil Bredberg var son till Axel och Sigrid Bredberg. Makarna Bredberg är begravna på Sankta Birgittas griftegård i Borås.

## Utmärkelser
- Kommendör av 1:a klass av Svärdsorden[4]
- Riddare av Nordstjärneorden[4]
- Kommendör av 1. klass av Vasaorden[4]
- Kommendörstecknet av Finlands Vita Ros’ orden[4]

[Redigera Wikidata]